# Chiamogna
Il Chiamogna (Ciamugna in piemontese) è un torrente del Piemonte, affluente in sinistra idrografica del Pellice. Il suo corso si sviluppa interamente nel territorio della Provincia di Torino.

## Percorso
Il torrente si origina da alcuni rami sorgentizi che scendono verso sud dai rilievi al confine tra i comuni di Prarostino e di Bricherasio. Attorno alla frazione San Michele di Bricherasio il torrente assume un andamento verso nord-est e, dopo essere passato nei pressi del centro comunale, viene scavalcato dalla ferrovia Torino-Torre Pellice e dalla ex-statale dei Laghi di Avigliana uscendo poi nella pianura pinerolese. Ricevuto in sinistra idrografica il contributo del proprio principale affluente, il rio San Secondo, passa a breve distanza dai centri comunali di Osasco e Garzigliana e sfocia infine nel Pellice a quota 299 m, al confine con il territorio di Cavour.
Nella sua porzione di pianura il torrente scorre in un alveo in genere monocursale con anse a diverso grado di sviluppo. Tale alveo, a tratti arginato con difese spondali, è inciso rispetto al piano di campagna ed è caratterizzato dalla presenza di depositi alluvionali di natura ghiaioso-sabbiosa.. L'alveo era originariamente identificato con il toponimo di "Val Domenica" o più anticamente "Val Dominica".

## Principali affluenti
- Rio Tiramale: nasce nei pressi del Bric Poi (974 m) e confluisce in sinistra idrografica nel Chiamogna a San Michele.
- Rio San Secondo: drena i rilievi situati a nord-ovest dell'omonimo comune e confluisce poi nel torrente principale presso frazione Solera (358 m di quota), anch'esso da sinistra.

## Esondazioni
Il Chiamogna nel suo tratto più a valle in occasione di precipitazioni particolarmente intense può esondare in vari punti ed anche interferire con la viabilità locale, come accaduto in occasione degli eventi alluvionali dell'ottobre 2000 e del 2011.

## Pesca
Sul torrente, nel tratto tra la sorgente e il ponte sulla SP Pinerolo-Torre Pellice, è in vigore la regolamentazione specifica per la pesca in acque salmonicole di particolare pregio.